# Lorenz Werthmann
Lorenz Werthmann (Geisenheim, 1 de outubro de 1858 - Freiburg im Breisgau, 10 de abril de 1921) foi um padre católico romano alemão e assistente social. Ele foi o fundador e primeiro presidente da Caritas Alemã.

## Vida
Werthmann nasceu em Geisenheim e cursou o ensino médio em Hadamar. Ele estudou no Colégio Alemão em Roma. Em 1883, Lorenz Werthmann recebeu a ordenação sacerdotal em Roma. Após um curto período em Frankfurt, Lorenz Werthmann tornou-se secretário do Bispo Peter Joseph Blum em Limburgo do Lano. Ele assumiu a mesma posição com seu sucessor, Christian Roos. Depois que o Arcebispo de Friburgo foi escolhido, em 1886, ele o seguiu e começou a Caritas desde 1895. Recebeu o título de "Pontifício oficial para as finanças" e o prêmio "Conselho Eclesiástico Erzbischhöflicher". Em 9 de novembro de 1897, Werthmann fundou em Colônia a Charitasverband para a Alemanha Católica (DCV), que desde 1921 é conhecida como a associação Caritas Alemã (DCV). Sua instituição de caridade, Caritas, passou a ser uma das instituições de caridade cristãs mais bem-sucedidas até hoje.